# Gymnoscelis nigrofasciata
Gymnoscelis nigrofasciata är en fjärilsart som beskrevs av Karl Dietze 1910. Gymnoscelis nigrofasciata ingår i släktet Gymnoscelis och familjen mätare. Inga underarter finns listade i Catalogue of Life.